# Ти си моја домовина
Ти си моја домовина (срп. Vatanım sensin) турска је телевизијска серија, снимана од 2016. до 2018.

## Синопсис
Капетан Џевдет је храбар војник, понос своје домовине. Он је истовремено и супруг страствено заљубљен у своју супругу, балканску лепотицу Азизе. Брижан је отац својој деци, добар син својој мајци... За време Балканских ратова, послат је у Солун да служи домовини. Ако би га неко питао да ли би радије изабрао оданост родној груди или живот, лако би дао одговор. Али, уколико би га саборци упитали да ли би домовину ставио испред породице, не би лако добили одговор.
Након Џевдетовог одласка на фронт, почиње тежак период за Азизе, на чијим се крхким плећима одједном нашао не само њен живот, већ и живот њене свекрве и троје деце - Хилал, Јилдиз и Али Кемала. Током ратних година, Азизе ће бити само мајка која чини све да своју децу изведе на прави пут, а живот ће јој се из корена променити кад јој јаве да је Џевдет на фронту дао живот за домовину.
Неколико година касније, Јилдиз је постала прелепа млада девојка, која има високе циљеве. Хилал израста у лепотицу која смисао постојања види у родољубљу, док се Али Кемал потпуно разликује од сестара - он је младић који бесциљно лута, живећи с љубавним болом и тужном истином коју је у међувремену сазнао о себи.
Док Азизе покушава да се избори с проблемима своје деце, породицу потреса вест да ће Грци окупирати Измир. Та окупација ће им, потпуно неочекивано, вратити особу коју су сматрали заувек изгубљеном, док се њихова родна земља попут феникса диже из пепела...

## Сезоне
| Сезона | Сезона | Број епизода (н) / (и)         | Приказивање у Турској              |
| ------ | ------ | ------------------------------ | ---------------------------------- |
|        | 1      | 31 / 90 (1 — 31) / (1 — 90)    | 27. октобар 2016 — 8. јун 2017. () |
|        | 2      | 26 / 78 (32 — 57) / (91 — 168) | 9. новембар 2017 — 7. јун 2018. () |

## Улоге
| Глумац:           | Улога:      |
| ----------------- | ----------- |
| Халит Ергенч      | Џевдет      |
| Бергузар Корел    | Азизе       |
| Онур Сајлак       | Тевфик      |
| Сенан Кара        | Вероника    |
| Баки Даврак       | Васили      |
| Шебнем Хасанисуги | Ефтелија    |
| Џемиле Тојон      | Хасибе      |
| Боран Кузум       | Леон        |
| Пинар Дениз       | Јилдиз      |
| Мирај Данер       | Хилал       |
| Кубилај Ака       | Али Кемал   |
| Хакан Салинмиш    | Ешреф       |
| Асли Омаг         | Марика      |
| Мерт Денизмен     | Јинон       |
| Јасемин Шавовски  | Елени       |
| Емре Шен          | Хаџимихалис |